# Waddeneilanden
De Waddeneilanden liggen aan de Noordzee, in het noordwesten en noorden van Nederland, in het noorden van Duitsland en in het westen van Denemarken. Tussen de eilanden en het vasteland ligt de Waddenzee, die bij eb grotendeels droogvalt. De Waddenzee is een belangrijk natuurgebied met een grote biodiversiteit. Het gebied is, vooral door het droogvallen bij eb, een zeer belangrijk foerageergebied voor vogels.
De Waddeneilanden hebben een totale oppervlakte van 1047,5 km² en worden bewoond door ongeveer 81.340 inwoners. Het grootste eiland is het Nederlandse Texel, gevolgd door het Deense Rømø en het Duitse Sylt. Sylt heeft met ongeveer 21.000 inwoners de grootste bevolking van alle eilanden.
Ten noorden van de Nederlandse en Duitse Waddeneilanden liggen drukbevaren scheepvaartroutes en verkeersscheidingsstelsels van Het Kanaal naar de riviermondingen en havens van de Duitse Bocht.

## Geschiedenis

### Ontstaan
De oudste bodems op de Nederlandse Waddeneilanden zijn 
pleistocene opduikingen, zoals de omgeving van de Hoge Berg op Texel, daterend uit de voorlaatste ijstijd, meer dan 120.000 jaar geleden. Ook enkele Duitse en Deense waddeneilanden hebben zo'n oude kern. (Vergelijkbare pleistocene kernen vindt men in Nederland buiten de Waddeneilanden op Wieringen en Urk en in Gaasterland en het Land van Vollenhoven). De overige (delen van de) Waddeneilanden zijn hoogstens een paar duizend jaar oud.
Tijdens de koudste periode aan het eind van de laatste ijstijd, ongeveer 18.000 jaar geleden, lag de zeespiegel ruim honderd meter onder het huidige zeeniveau. De Noordzeebodem lag toen grotendeels droog. Na deze periode smolten de ijskappen waardoor de zeespiegel steeg, en er water in de Noordzee kon lopen. Grofweg 7000 jaar geleden lag de kustlijn ongeveer in de buurt van de huidige kust. Door golfwerking en getijbewegingen werd er sediment van de zeebodem van de vooroever naar de kust getransporteerd. Dit sediment werd afgezet langs de kust en in het nabije achterland, dat daardoor telkens iets hoger kwamen te liggen en zo niet verdronk door de nog snel stijgende zeespiegel. In de Duitse Bocht en langs grote delen van de Nederlandse en Vlaamse kust ontstonden zo wadden met zeegaten, getijgeulen, prielen, platen en kwelders of schorren. Aan de noordzeekant ontstonden strandwallen van zandafzettingen, onderbroken door riviermonden en zeegaten.
Hierna zwakte de zeespiegelstijging af en vanaf ongeveer 5000 jaar geleden konden de eerste aaneengesloten strandwallen in West-Nederland bewaard blijven. De getijgeulen in het achterland slibden veelal dicht en de voormalige wadden en kwelders raakten bedekt met een veenmoeras. In Noord-Nederland (grofweg ten oosten van Vlieland) was de situatie anders. Hier waren de strandwallen niet aaneengesloten, ze zijn altijd onderbroken geweest door getijgeulen die uitkwamen op het achterliggende wadden- en kweldergebied. Deze onderbroken strandwallen vormen de kern van de meeste Waddeneilanden. Op de eilanden zelf ontstonden duinen, opgewaaid vanaf het strand en aan de andere kant werden kwelders gevormd.
De afgelopen 7000 jaar is het waddengebied altijd dynamisch geweest; getijgeulen hebben zich regelmatig verlegd, ook de grenzen van het wadden- en kweldergebied en de locatie van de Waddeneilanden schoof regelmatig op. Ook nu nog zijn de Waddeneilanden onderhevig aan constante opbouw en afbraak door de zee.

### Bewoning
Al ver voor het begin van onze jaartelling was er menselijke bewoning in het waddengebied. Tot de 8e eeuw n.Chr. vindt deze bewoning met name plaats op terpen en wierden. De leefomstandigheden zijn hard, zoals uit een citaat van de Romeinse schrijver Plinius de Jongere blijkt:
...wat is de natuur en karakteristieken van het leven van mensen die leven zonder bomen of struiken. We hebben inderdaad gezegd dat in het oosten, aan de kusten van de oceaan, een aantal rassen in zulke behoeftige condities verkeren; maar dit geldt ook voor de rassen van volkeren die de Grote en Kleine Ghaucen genoemd worden, die we gezien hebben in het noorden. Daar stort, twee keer in elke periode van een dag en een nacht, de oceaan zich met een snel getij over een onmetelijke vlakte, daarbij de eeuwenoude strijd van de Nature verhullend of het gebied tot het land of de zee behoort. Daar bewoont dit miserabele ras opgehoogde stukken grond of platforms, die ze met de hand hebben aangelegd boven het niveau van het hoogst bekende getij. Levend in hutten gebouwd op de gekozen plekken, lijken zij op zeelieden in schepen als het water het omringende land bedekt, maar op schipbreukelingen als het getij zich heeft teruggetrokken, en rond hun hutten vangen ze vis die probeert te ontsnappen met het aflopende getij. Het is voor hen niet mogelijk om kuddes te houden en te leven op melk zoals de omringende stammen, ze kunnen zelfs niet met wilde dieren vechten, omdat al het bosland ver weg ligt. Ze vlechten touwen van zegge en biezen van de moerassen om daarmee netten te kunnen uitzetten om vis te vangen, en zij graven modder op met hun handen en drogen het meer in de wind dan in de zon, en met aarde als brandstof verwarmen zij hun voedsel en hun eigen lichamen, bevroren in de noordenwind. Hun enige drank komt van het opslaan van regenwater in tanks in het voorhof van hun huizen. En dit zijn de rassen die, als ze nu overwonnen worden door de Romeinse natie, zeggen dat ze vervallen tot slavernij! Het is maar al te waar: Het lot spaart de mens bij wijze van straf.

### Bedijking

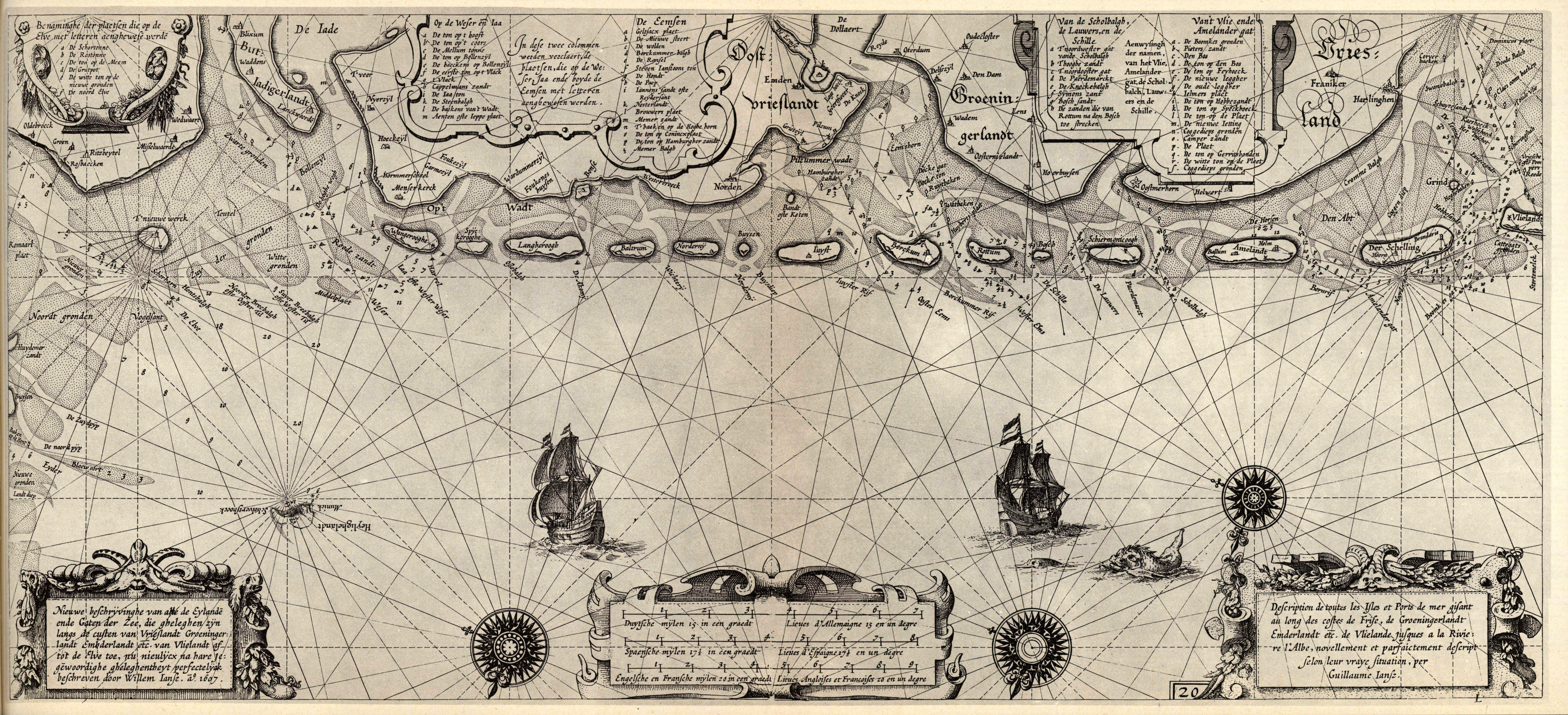
De Waddeneilanden op een kaart van Willem Blaeu uit 1612 (het noorden is onder).

Rond het jaar 1000 werd begonnen met de aanleg van dijken. Een belangrijke rol hierbij wordt gespeeld door kloosterlingen, onder andere die van het klooster van Aduard. Maar ook daarvoor werden al pogingen ondernomen de zee te bedwingen. Bij het Friese Peins (in de gemeente Franeker) is een 40 meter lang stuk dijk ontdekt dat vermoedelijk uit de 1e of 2e eeuw v.Chr. stamt.
In de late middeleeuwen kreeg de bedijking steeds meer vorm en neemt de wateroverlast af. Vanaf de 17e eeuw werden de dijken door landaanwinning steeds meer opgeschoven. Het hoogtepunt hiervan vond plaats in de 19e en 20e eeuw. Ook de duinenrij ten zuiden van de Waddenzee was onderhevig aan dit proces, maar ingrijpen van de mens voorkwam dat de vele stormvloeden de kust van de provincies Noord- en Zuid-Holland definitief veranderden in losse eilanden met een waddenvlakte daarachter. Wel hebben stormvloeden rond 1200 als gevolg gehad dat de noordelijke kust van West-Friesland uiteen brak in vijf eilanden. Rond 1600 waren de vier langs de westkust alweer teruggewonnen, maar Wieringen, ten zuidoosten van Texel, bleef tot in de 20e eeuw een eiland. Door sommigen wordt Wieringen daarom tot de Waddeneilanden gerekend, maar het heeft eigenlijk een andere ontstaansgeschiedenis: het is een stuwwal uit de Riss-ijstijd.
In Friesland en Groningen zijn vele plannen gemaakt om de Waddenzee in te dijken en droog te maken. Zodoende zouden de eilanden weer deel gaan uitmaken van het vasteland. Natuur- en milieubewegingen hebben dit altijd door actievoering weten te voorkomen.

### Dammen
In 1872 werd de Dam Holwerd-Ameland aangelegd, een dam van het Friese Holwerd naar Ameland. De dam op het toenmalige wantij liep al snel na de aanleg zoveel stormschade op dat al in 1882 besloten werd de dam op te geven. De dam is sinds die tijd bijna geheel weggeslagen, al zijn er, onder andere aan beide uiteinden, nog restanten te vinden.
In de noordelijke Waddenzee blijkt het bouwen van dammen aanzienlijk eenvoudiger. Nordstrand is nu zozeer met dijken aan de wal verbonden dat er eigenlijk geen sprake meer kan zijn van een eiland, en ook Langeneß, Oland, Nordstrandischmoor, Hamburger Hallig, Sylt en Rømø zijn alle via een dam bereikbaar. Mandø is zelfs zonder dam bereikbaar, via een getijdeweg.

### Naam
De naam Waddeneilanden is ontleend aan het waddengebied, dat tussen de eilanden en het vasteland ligt. Hij werd voor het eerst gebruikt in een leerboek, gedrukt te Groningen in 1819. Eerder sprak men over de Noord-Hollandse en Friese eilanden of vooreilanden der Noord Zee.
In de loop van de 19e eeuw raakte de benaming Waddeneilanden verder in zwang, vooral nadat hij zijn intree deed in de bekende aardrijkskundeboeken van P.R. Bos (1875) en de door hem samengestelde Bosatlas (1881). In Duitsland en Denemarken worden de vergelijkbare benamingen gebruikt; in Duitsland is de term Noordzee-eilanden (Nordseeinseln) echter gangbaarder.

## Lijst van eilanden

### Nederland

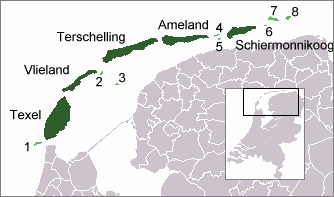
De Nederlandse waddeneilanden, met de onbewoonde eilanden en zandplaten:
1. Noorderhaaks; 2. Richel; 3. Griend; 4. Rif; 5. Engelsmanplaat; 6. Simonszand; 7. Rottumerplaat; 8. Rottumeroog. (van west naar oost)

#### Bewoond
- Texel (hoofdplaats: Den Burg)
- Vlieland (hoofdplaats: Oost-Vlieland)
- Terschelling (hoofdplaats: West-Terschelling)
- Ameland (hoofdplaats: Ballum)
- Schiermonnikoog (hoofdplaats: Schiermonnikoog)

De Nederlandse eilanden hebben een oppervlakte van 405,2 km² en tellen 24.779 bewoners.
Elk van de vijf eilanden is gelegen in een gelijknamige gemeente. Texel behoort tot Noord-Holland, de overige sinds 1942 tot Friesland. Samenwerkingsverband VAST voorziet in een hechtere, formele samenwerking tussen de Friese Waddeneilanden. In Nederland wordt 'TVTAS' gebruikt als ezelsbruggetje om de namen van de waddeneilanden te onthouden.
De Nederlandse Waddeneilanden worden in het Duits Westfriesische Inseln genoemd. De letterlijke vertaling hiervan (West-Friese Eilanden) is in het Nederlands niet gangbaar.

#### Onbewoonde eilanden en zandplaten[4]
Het onderscheid tussen eilanden en zandplaten is niet altijd scherp. Op een eiland is ten minste duinvorming en een begroeiing met landplanten. Van west naar oost: 
- Noorderhaaks of Razende Bol[5]
- Richel
- Griend
- Robbenbank (Blauwe balg)
- Engelsmanplaat
- Rif
- Simonszand
- Rottumerplaat
- Rottumeroog
- Zuiderduintjes

Het voormalige eiland Wieringen is te vinden in de kop van Noord-Holland, pal tegen de Afsluitdijk aan. Omdat het een voormalig eiland betreft is het niet op de kaart afgebeeld.
Daarnaast kende het Nederlandse wad de inmiddels verdwenen eilanden Moenkelangenoe en Bosch, die beide ten oosten van Schiermonnikoog lagen, het aan Texel vastgegroeide Eierland en de nu onderdeel van het vasteland van Noord-Holland uitmakende voormalige eilanden Huisduinen en Callantsoog.

### Duitsland

De Oost-Friese Waddeneilanden

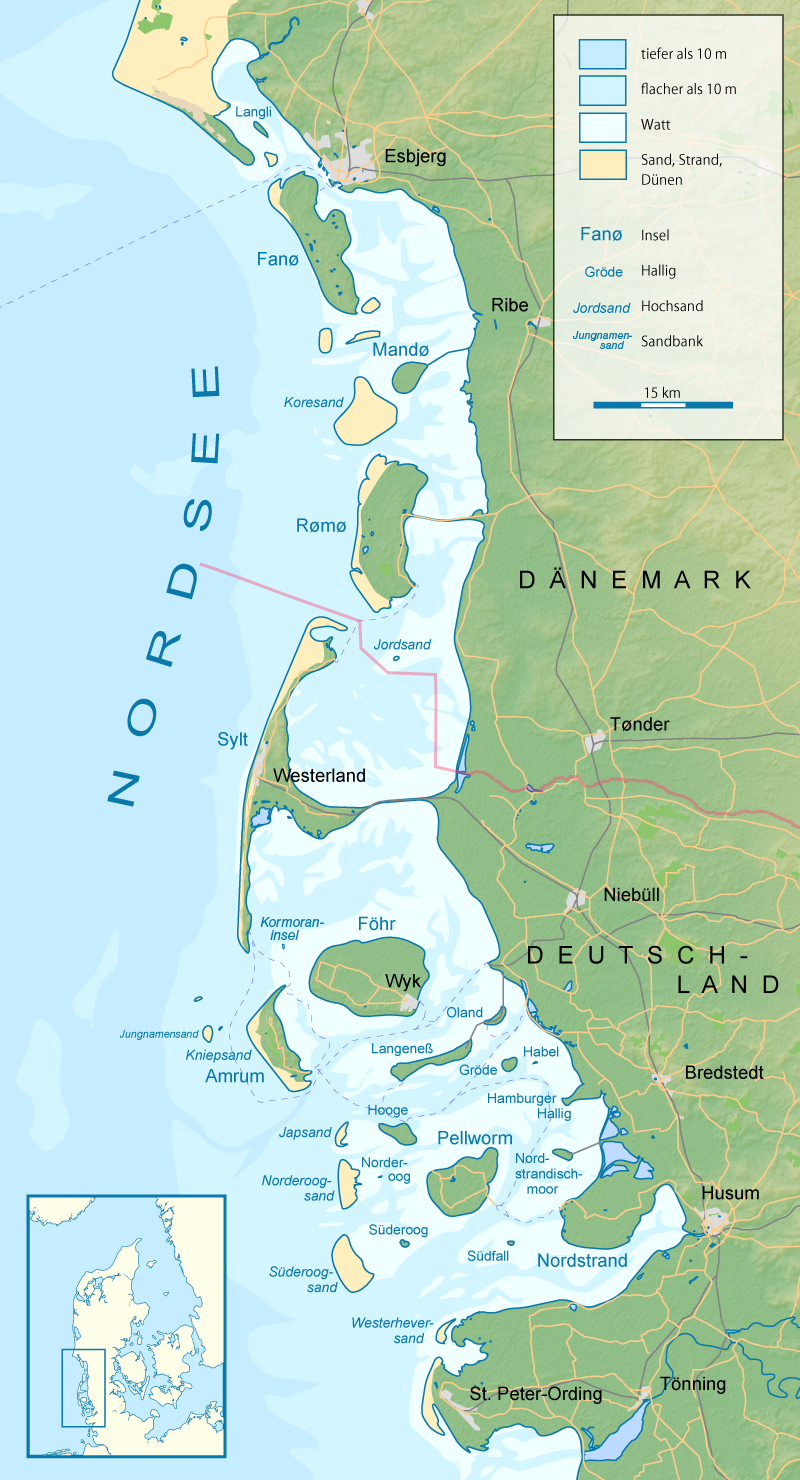
De Noord-Friese Waddeneilanden

(zo veel mogelijk van west naar oost en van zuid naar noord)

#### Bewoond
- Borkum
- Juist
- Norderney
- Baltrum
- Langeoog
- Spiekeroog
- Wangerooge
- Neuwerk
- Pellworm
- Nordstrand (sinds 1936 walvast)
- Halligen (Hooge, Langeness, Oland, Gröde, Nordstrandischmoor, Hamburger Hallig)
- Amrum
- Föhr
- Sylt (door de Hindenburgdamm met de vaste wal verbonden)

#### Onbewoond
- Lütje Hörn
- Kachelotplate
- Memmert
- Minsener-Oldoog
- Alte Mellum
- Großer Knechtsand
- Nigehörn
- Scharhörn
- Trischen
- Onbewoonde Halligen (Habel, Süderoog, Südfall, Norderoog)

De Duitse eilanden hebben een oppervlakte van 448,5,2 km² en tellen 53.296 inwoners. Vanaf verschillende Duitse waddeneilanden is het mogelijk een boottocht te maken naar het rotseilandje Helgoland dat 70 kilometer uit de kust ligt in de Duitse Bocht. Dit is geen echt waddeneiland, maar er zijn sterke culturele banden met het waddengebied. Zo spreekt men er een dialect van het Noord-Fries.
Overigens gelden niet alle bovengenoemde eilanden als officiële eilanden. Om aan de definitie van een eiland te voldoen moet minimaal 160 hectare bij gemiddeld hoog water niet meer door de Noordzee worden overspoeld. In juli 2003 maakte de Nedersaksische dienst voor waterhuishouding, kust- en natuurbescherming (NLWKN) bekend dat de zandbank Kachelotplate, gelegen ten noorden van de Eems tussen Borkum en Juist, in de afgelopen jaren zo is aangegroeid dat het een echt eiland is geworden. De zandplaat beslaat dan zo'n 2,5 bij 1,2 kilometer, ofwel 300 hectare.
Het Duitse wad kende daarnaast de inmiddels verdwenen eilanden Buise, dat gedeeltelijk voortleeft als het oostelijke deel van Norderney, en Bant.

### Denemarken
(van zuid naar noord)

#### Bewoond
- Rømø  (door de Rømø-dam (Deens : Rømødæmningen) met de vaste wal verbonden)
- Mandø
- Fanø

#### Onbewoond
- Langli
- Koresand

Ten zuiden van Rømø lag in de 20e eeuw nog de enige Deense hallig, Jordsand, maar in 1999 bleken de laatste resten daarvan verdwenen. Ten noorden van Fanø is de zandkust in de loop van de historie enkele malen verder geopend en weer gesloten, maar op het moment is de kustlijn, op twee westkust-fjorden na, weer geheel gesloten. De Deense eilanden hebben een oppervlakte van 193,8 km² en tellen 4173 inwoners.

## Geografische kenmerken

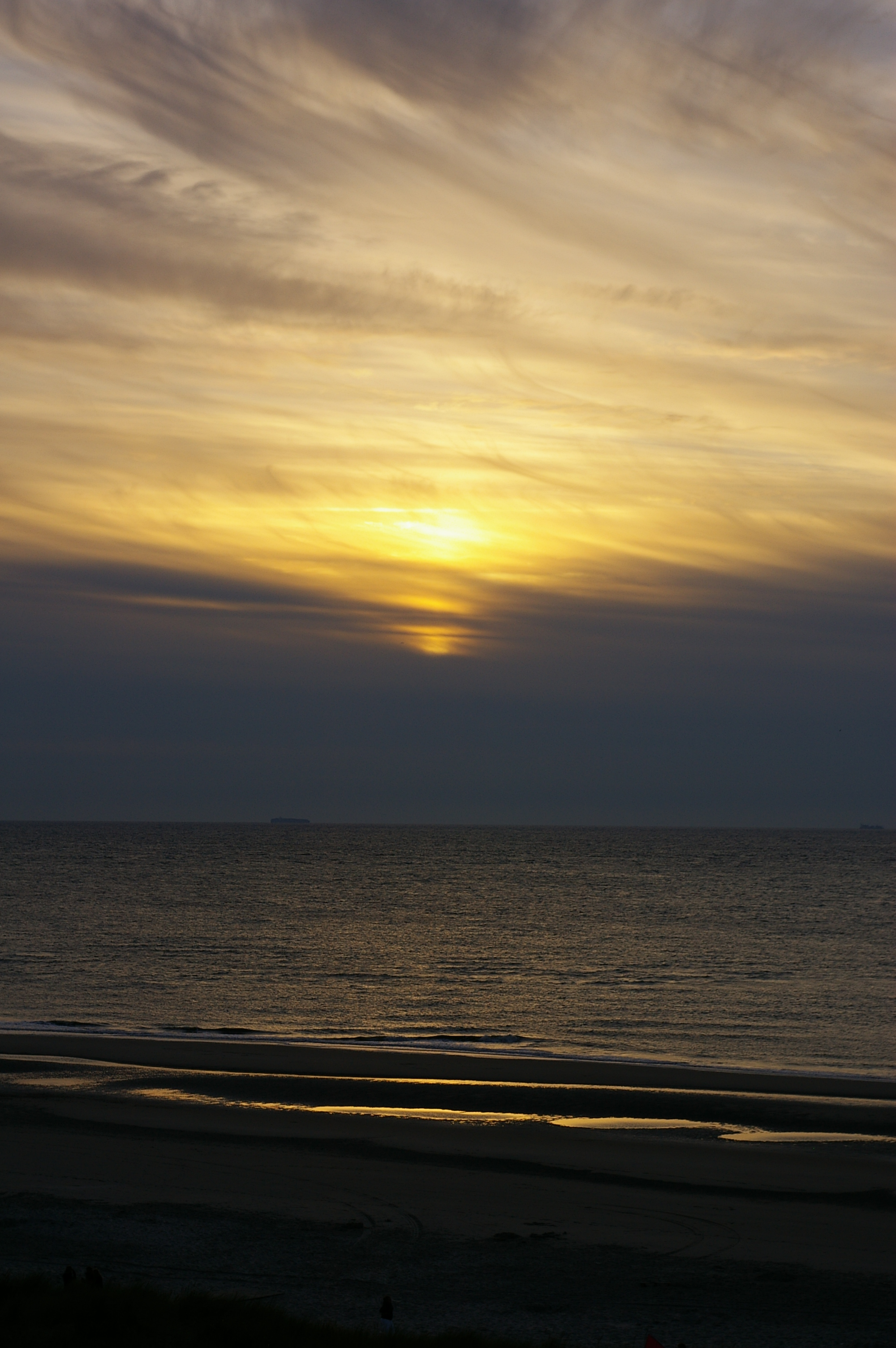
Zonsondergang op Vlieland

### Eilanden in beweging
De Waddeneilanden zijn voortdurend in beweging. De belangrijkste beweging is het 'wandelen': de eilanden verplaatsen zich langzaam maar zeker van west naar oost.
Aan de westkant verdwijnen de meeste eilanden langzaam in zee en aan de oostkant ontstaan steeds grotere zandbanken. Dit wandelen is er de oorzaak van dat de meeste dorpen zich aan de westkant van hun eiland bevinden. Toen ze werden gesticht lagen de dorpen meestal midden op het eiland. Geleidelijk zijn vele huizen en zelfs complete dorpen in zee verdwenen.
De tweede beweging is de haakvorming: langs de zeegaten ontstaan haakvormige zandrichels, die van vorm veranderen met het verschuiven van de zeearm. Door het aanwassen van de haken ontstaan nieuwe platen zoals de Noorder- en Zuiderhaaks. Soms groeit zo'n plaat, ontstaan waar een eiland weggewandeld is, weer vast aan het eiland, waardoor dat verloren gegaan gebied terugwint.

### Kusttypes
Onderzoek heeft uitgewezen dat er een beperkt aantal mogelijke waddenkusttypes is. Deze zijn afhankelijk van de omstandigheden ter plaatse, zoals hoogte van het tijverschil en gemiddelde golfhoogte.
In het algemeen geldt dat een groot getijverschil in combinatie met een geringe golfhoogte leidt tot een zeer 'open' kust, zonder eilanden, met enkele zandplaten en een uitgebreid gebied met kwelders en wadplaten.
Wanneer er daarentegen sprake is van een grote gemiddelde golfhoogte maar een klein getijverschil, ontstaat een gesloten kust met zeer lange eilanden (tientallen km), met daarachter een lagune met weinig tot geen wadplaten.
De volgende vijf categorieën waddenkusten worden onderscheiden:
- type 1: getijverschil is dominant; geen eilanden, uitgebreide kwelders en strandvlakten
- type 2: door golven opgebouwde richels, soms 'primitieve' eilanden
- type 3: talrijke zeegaten en (korte) eilanden
- type 4: afnemend aantal eilanden, langere eilanden
- type 5: golfhoogte is dominant; lange aaneengesloten barrières

De gemiddelde golfhoogte ter hoogte van Rottum bedraagt ongeveer 1 meter, terwijl het gemiddelde getijverschil ruim 2 meter bedraagt. Hieruit volgt dat de Nederlands/Duitse waddenkust in type 3 valt, gekarakteriseerd door talrijke (korte) eilanden en veel zeegaten.